# Mohammed Naguib
Ali Mohammed Naguib (Arabisch: علي محمد نجيب, ʿAlī Muḥammad Nağīb) (Khartoem, 20 februari 1901 - Caïro, 28 augustus 1984) was een Egyptische generaal en president.
Naguib werd in Egypte als een van de "helden" van de Arabisch-Israëlische Oorlog van 1948 beschouwd.
Nadat hij zijn officiersopleiding aan de Koninklijke Militaire Academie in Caïro had afgerond studeerde hij ook rechten en economie. Na de Tweede Wereldoorlog, tijdens welke hij staflid van het Egyptische leger was, nam hij een aantal belangrijke functies waar. Toen de Palestijnse oorlog van 1948 voorbij was kwam hij in contact met de militaire beweging van de Vrije Officieren, geleid door kolonel Djamal Abd al-Nasser. Deze pleegden op 23 juli 1952 een militaire coup waarbij koning Faroek van Egypte zonder bloedvergieten afgezet werd. De groepering stelde de bekende generaal Naguib aan als bevelvoerder van het leger, als eerste minister en ook als minister van Oorlog en Marine. Na het uitroepen van de republiek op 18 juni 1953 werd hij eveneens de eerste president van Egypte.

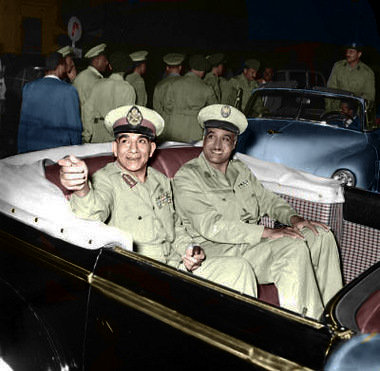
Naguib en Nasser in 1954

Toen Naguib aanstalten maakte om de politieke partijen opnieuw toe te laten liet Nasser hem niet begaan en op 17 april 1954 nam hij het presidentschap van hem over. Op 14 november 1954 werd Naguib,  na een aanslag op Nasser door de Moslimbroederschap, beschuldigd van medeplichtigheid, afgezet en in Caïro onder huisarrest geplaatst. Wat zo bleef tot aan zijn dood in 1984.

## Onderscheidingen
- Keten in de Orde van de Nijl
- Orde van de Republiek
- Orde van de Verdienste

Mohammed Naguib · Gamal Abdel Nasser · Anwar Sadat · Soefi Aboe Taleb (wnd.) · Hosni Moebarak · Mohammed Hoessein Tantawi (wnd.) · Mohamed Morsi · Adly Mansour (wnd.) · Abdul Fatah al-Sisi